# Дюрозуар, Люсьен
Люсьен Дюрозуар (фр. Lucien Durosoir; 1878, Булонь-сюр-Сен — 5 декабря 1955, Белюс, департамент Ланды) — французский композитор и скрипач.
Начал учиться игре на скрипке в восьмилетнем возрасте, занимался у Адольфа Деландра и Андре Траколя, затем в 1896 г. поступил в Парижскую консерваторию в класс Анри Бертелье, но вскоре был отчислен, как утверждается, за непочтительное поведение по отношению к директору Амбруазу Тома. Занимался композицией и контрапунктом частным образом под руководством Шарля Турнемира и Эжена Коольса. В 1898 г. недолгое время играл в Оркестре Колонна, затем отправился совершенствовать своё мастерство в Германию, где занимался у Гуго Хеермана.
В первое десятилетие XX века интенсивно гастролировал в различных странах Европы, пропагандируя новейший французский скрипичный репертуар — в частности, произведения Эдуара Лало и Камиля Сен-Санса, впервые в Вене исполнил Сонату для скрипки и фортепиано Габриэля Форе. В то же время Дюрозуар осуществил ряд французских премьер иностранного репертуара — в том числе впервые во Франции исполнив скрипичные концерты Нильса Гаде (1899) и Рихарда Штрауса (1901); он был также одним из первых французских исполнителей концерта для скрипки с оркестром Иоганнеса Брамса (1903).
С началом Первой мировой войны был призван во французскую армию и в течение 15 месяцев служил в пехоте на передовой. В конце 1915 года был отозван из окопов для создания струнного квартета, созданного по распоряжению генерала Шарля Манжена для выступлений перед офицерами; среди других участников этого ансамбля оказались Андре Капле (альт) и Морис Марешаль (виолончель), с которыми Дюрозуара связала дружба (Марешалю посвящены его Три пьесы для виолончели и фортепиано, памяти Капле — «Мечта» (фр. Rêve) для скрипки и фортепиано). Письма Дюрозуара с фронта, адресованные матери, опубликованы в 2005 году.
Демобилизовавшись в 1919 году, Дюрозуар практически оставил исполнительскую карьеру, а последовавшее вскоре приглашение в Бостонский симфонический оркестр был вынужден отвергнуть из-за болезни матери. Вместо этого он впервые обратился к композиции и посвятил ей последующие 30 лет жизни. Одно из первых сочинений Дюрозуара, струнный квартет № 1 фа минор, было исполнено авторитетным квартетом Робера Креттли. Наряду с двумя другими струнными квартетами Дюрозуар написал также сонату (1921) и ряд пьес для скрипки и фортепиано и несколько оркестровых произведений, в общей сложности 40 сочинений. Большинство из них не было ни издано, ни исполнено при жизни автора, с 1926 г. почти не покидавшего деревушку Белюс на юге Франции.
Интерес к наследию Дюрозуара возник уже в XXI веке, после публикации его военных писем. Изданы два альбома его произведений — квартеты в исполнении струнного квартета «Диотима» и пьесы для скрипки и фортепиано в исполнении Женевьевы Лорансо и Лорены де Ратю.